# 菅原勝矢
菅原 勝矢（すがわら かつや、1945年4月4日 - ）は、秋田県大館市出身の元プロ野球選手（投手）。

## 経歴
小学生の時は相撲で活躍し、中学から野球を始める。
秋田・鷹巣農林高では1963年、夏の甲子園県予選準々決勝に進出するが、能代高の簾内政雄投手に抑えられ敗退。卒業後は東京農大に進学。東都大学野球リーグでは1年生の春季二部リーグで3勝をあげるが、巨人のスカウトに素質を見出され、勧誘を受け8月に中退。1964年シーズン途中で巨人入団。
2年間は一軍で登板がなかったが、1966年にプロ初登板初完封勝利。翌1967年は5月中旬から先発ローテーションの一角に抜擢され11勝4敗を記録、初めて規定投球回（12位、防御率2.75）にも達する。同年の阪急ブレーブスとの日本シリーズでは、敗戦処理ではあるが第4戦にシリーズ初登板。1968年はリリーフが多くなるが4勝をあげる。その後は背筋の故障で2年間未勝利に終わるが、1971年に一軍に復帰し、1972年には主にリリーフで13勝2敗。同年の阪急との日本シリーズでは第4戦に先発。山田久志と投げ合い5回を1失点に抑え、自身のシリーズ初勝利を記録、巨人のV8に貢献した。なお1968年から72年までの5年間で「11連勝」、通算勝率が8割を超える“負けない投手”だった。しかし同年7月4日、阪神戦（札幌市円山球場）において安藤統夫の打球が顔面を直撃し、左目の周囲を24針縫う大怪我。その後、「物が2つに見える」という後遺症で視力が低下したため、1974年には一軍登板がなく、この年限りで引退せざるを得なくなった。
変則的なフォームで、得意球はカーブ、スライダー、シュート。東北なまりで「カーブ」と言ったつもりが「ガービー」に聞こえたという理由で「ガービー君」のニックネームが付けられた。
引退後は自然食品を扱う会社に勤務する傍らで、『ビートたけしのスポーツ大将』（テレビ朝日）の草野球コーナーで、富田勝、ポップコーン正一・正二らと共にたけし軍団の助っ人としてもプレーしていた。
会社を経営していたが、倒産を経験。東京都港区の少年野球「白金台ヤンキース」を指導した。

## 詳細情報

### 年度別投手成績
| 年 度     | 球 団     | 登 板 | 先 発 | 完 投 | 完 封 | 無 四 球 | 勝 利 | 敗 戦 | セ 丨 ブ | ホ 丨 ル ド | 勝 率 | 打 者 | 投 球 回 | 被 安 打 | 被 本 塁 打 | 与 四 球 | 敬 遠 | 与 死 球 | 奪 三 振 | 暴 投 | ボ 丨 ク | 失 点 | 自 責 点 | 防 御 率 | W H I P |
| --------- | --------- | ----- | ----- | ----- | ----- | -------- | ----- | ----- | -------- | ----------- | ----- | ----- | -------- | -------- | ----------- | -------- | ----- | -------- | -------- | ----- | -------- | ----- | -------- | -------- | ------- |
| 1966      | 巨人      | 3     | 2     | 1     | 1     | 0        | 1     | 1     | --       | --          | .500  | 57    | 13.0     | 11       | 0           | 7        | 0     | 0        | 6        | 1     | 0        | 4     | 4        | 2.77     | 1.38    |
| 1967      | 巨人      | 32    | 16    | 4     | 3     | 2        | 11    | 4     | --       | --          | .733  | 557   | 144.0    | 101      | 10          | 36       | 3     | 3        | 107      | 0     | 1        | 48    | 44       | 2.75     | 0.95    |
| 1968      | 巨人      | 22    | 7     | 1     | 1     | 0        | 4     | 1     | --       | --          | .800  | 312   | 72.0     | 67       | 11          | 36       | 0     | 2        | 49       | 3     | 1        | 36    | 34       | 4.25     | 1.43    |
| 1969      | 巨人      | 3     | 1     | 0     | 0     | 0        | 0     | 0     | --       | --          | ----  | 23    | 5.0      | 4        | 1           | 4        | 0     | 0        | 6        | 0     | 0        | 1     | 1        | 1.80     | 1.60    |
| 1970      | 巨人      | 3     | 0     | 0     | 0     | 0        | 0     | 0     | --       | --          | ----  | 38    | 8.2      | 6        | 1           | 5        | 0     | 0        | 4        | 1     | 0        | 5     | 3        | 3.00     | 1.27    |
| 1971      | 巨人      | 25    | 7     | 2     | 1     | 0        | 4     | 0     | --       | --          | 1.000 | 334   | 78.2     | 66       | 4           | 35       | 1     | 6        | 57       | 4     | 1        | 30    | 22       | 2.51     | 1.28    |
| 1972      | 巨人      | 33    | 7     | 2     | 0     | 0        | 13    | 2     | --       | --          | .867  | 439   | 103.2    | 79       | 7           | 44       | 0     | 4        | 81       | 2     | 0        | 33    | 28       | 2.42     | 1.19    |
| 1973      | 巨人      | 6     | 0     | 0     | 0     | 0        | 0     | 0     | --       | --          | ----  | 44    | 10.1     | 13       | 4           | 2        | 1     | 0        | 5        | 0     | 0        | 8     | 8        | 7.20     | 1.45    |
| 通算：8年 | 通算：8年 | 127   | 40    | 10    | 6     | 2        | 33    | 8     | --       | --          | .805  | 1804  | 435.1    | 347      | 38          | 169      | 5     | 15       | 315      | 11    | 3        | 165   | 144      | 2.98     | 1.19    |

### 記録
初記録
- 初登板・初先発登板・初勝利・初先発勝利・初完投勝利・初完封：1966年8月21日、対サンケイアトムズ18回戦（明治神宮野球場）

その他の記録
- 1球勝利：1967年8月15日、対阪神タイガース戦 ※史上3人目[注 1]
- オールスターゲーム出場：1回 （1967年）

### 背番号
- 68 （1964年）
- 65 （1965年 - 1969年）
- 26 （1970年 - 1974年）